# Melanagromyza cirsiophila
Melanagromyza cirsiophila är en tvåvingeart som beskrevs av Spencer 1981. Melanagromyza cirsiophila ingår i släktet Melanagromyza och familjen minerarflugor. Inga underarter finns listade i Catalogue of Life.